# Australia na Zimowej Uniwersjadzie 2011
Australijska reprezentacja na Zimowej Uniwersjadzie 2011 w Erzurum liczy 12 sportowców, w tym 8 mężczyzn i 5 kobiet. Reprezentacja Australii ma swoich przedstawicieli w 5 spośród wszystkich 11 sportów.

## Statystyki według dyscyplin
Spośród jedenastu dyscyplin sportowych, które FISU włączył do kalendarza uniwersjady, reprezentacja Australii weźmie udział w pięciu: biegach narciarskich, biathlonie, short tracku, narciarstwie alpejskim i snowboardzie. Najliczniejszą reprezentację Australia wystawiła w biegach narciarskich, w których wystąpi sześciu zawodników.
| Lp      | Sport                 | Mężczyźni | Kobiety | Łącznie |
| ------- | --------------------- | --------- | ------- | ------- |
| 1       | Biathlon              | 3         | -       | 3       |
| 2       | Biegi narciarskie     | 4         | 2       | 6       |
| 3       | Narciarstwo alpejskie | 1         | -       | 1       |
| 4       | Short track           | -         | 1       | 1       |
| 5       | Snowboarding          | -         | 1       | 1       |
| Łącznie | Łącznie               | 8         | 4       | 12      |

## Wyniki

### Biathlon

#### Mężczyźni
- Neil Burbidge
- Hamish McLean
- Giles Richardson

### Biegi narciarskie

#### Kobiety
- Esther Bottomley
- Georgia Merritt

#### Mężczyźni
- Phillip Bellingham
- Paul Kovacs
- Callum Watson
- Ewan Watson

### Narciarstwo alpejskie

#### Mężczyźni
- Hugh Stevens

### Short track

#### Kobiety
- Alix-myra Anderson

### Snowboard

#### Kobiety
- Amanda Taylor